# Curral das Freiras
Curral das Freiras é uma povoação portuguesa sede da Freguesia de Curral das Freiras do Município de Câmara de Lobos, freguesia com 25,07 km² de área e 1580 habitantes (censo de 2021), tendo, por isso, uma densidade populacional de 63 hab./km².
Localiza-se a uma latitude 32.71667 (32° 42') Norte e a uma longitude 16.9667 (16° 58') Oeste, estando a uma altitude de 640 metros. Curral das Freiras tem uma estrada que liga ao Funchal.
A atividade principal é a agricultura.

## Origem do nome
No princípio da colonização o Curral das Freiras possuía apenas a designação de Curral ou Curral da Serra, derivando esta do facto de ser este local um centro de pastagens.
A passagem da denominação de Curral ou Curral da Serra para a de Curral das Freiras terá acontecido segundo uns autores entre 1492 e 1497, a quando da passagem da propriedade dos terrenos para a posse das freiras do convento de Santa Clara, segundo outros só se tenha verificado mais tarde, em 1566 a quando do saque da cidade do Funchal por corsários franceses o que fez com que as religiosas do convento de Santa Clara se refugiassem ali, nas suas propriedades.

## Criação da Freguesia do Curral das Freiras
Inicialmente centro de pastagens, frequentado unicamente por pastores com vida semi-nómada, o isolamento a que estava votada e a sua difícil acessibilidade, cedo criaram condições para refúgio não só de escravos que ali conseguiam a sua carta de aforia como ainda foragidos. Com esta gente formou-se um pequeno núcleo populacional, que nos fins do século XV já estava legalmente constituído e tinha habitantes permanentes, deixando, assim de ser um centro de foragidos e criminosos, ainda que tivesse pouco desenvolvimento, pois em 1794 era de 110 o número de habitantes.
Inicialmente pertença de João Gonçalves Zarco, o Curral foi por este dado, em sesmaria, em 1462, a João de Ferreira e sua mulher, Branca Dias que a 22 de agosto de 1474  doaram-no a sua neta Branca Teixeira, mulher de Rui Teixeira, residentes no Campanário. A 11 de setembro de 1480 foi esta propriedade vendida ao segundo Capitão Donatário, João Gonçalves da Câmara que a doou ao Convento de Santa Clara, como dote de suas filhas, D. Elvira e D. Joana que lá professavam.
Fazendo parte integrante da freguesia de Santo António, passa, a partir de 1780, a ter uma vida paroquial independente, isto dado o grande isolamento a que a sua população estava votada e a distância que a separava do seu centro da freguesia. Contudo, só a 17 de março de 1790 é que, por Carta Régia assinada pela Rainha D. Maria I, o Curral das Freiras adquire o estatuto de paróquia independente, separando-se definitivamente de Santo António.

## Demografia
A população registada nos censos foi:
| Distribuição da População por Grupos Etários | Distribuição da População por Grupos Etários | Distribuição da População por Grupos Etários | Distribuição da População por Grupos Etários | Distribuição da População por Grupos Etários |
| -------------------------------------------- | -------------------------------------------- | -------------------------------------------- | -------------------------------------------- | -------------------------------------------- |
| Ano                                          | 0-14 Anos                                    | 15-24 Anos                                   | 25-64 Anos                                   | > 65 Anos                                    |
| 2001                                         | 424                                          | 287                                          | 765                                          | 197                                          |
| 2011                                         | 362                                          | 300                                          | 1059                                         | 280                                          |
| 2021                                         | 159                                          | 201                                          | 913                                          | 307                                          |

## Área, limites e organização administrativa e religiosa
A freguesia do Curral das Freiras, com 25,07 km² é a mais extensa freguesia do concelho de Câmara de Lobos, ainda que essa extensão não tenha tradução em superfície cultivável ou grandeza populacional, uma vez que é muito acidentada. Encontra-se limitada a Este e sudeste pela freguesia de Santo António, a Oeste e a sudoeste pela freguesia do Jardim da Serra e a norte pela freguesia do Jardim da Serra, Santana e São Vicente.
Administrativamente compreende os sítios de Achada, Balceiras, Capela, Casas Próximas, Colmeal, Fajã dos Cardos, Fajã Escura, Lombo Chão, Murteira, Pico do Furão, Terra Chã e Seara Velha.
Em termos religiosos a freguesia do Curral das Freiras possui uma única paróquia, dedicada a Nossa Senhora do Livramento.

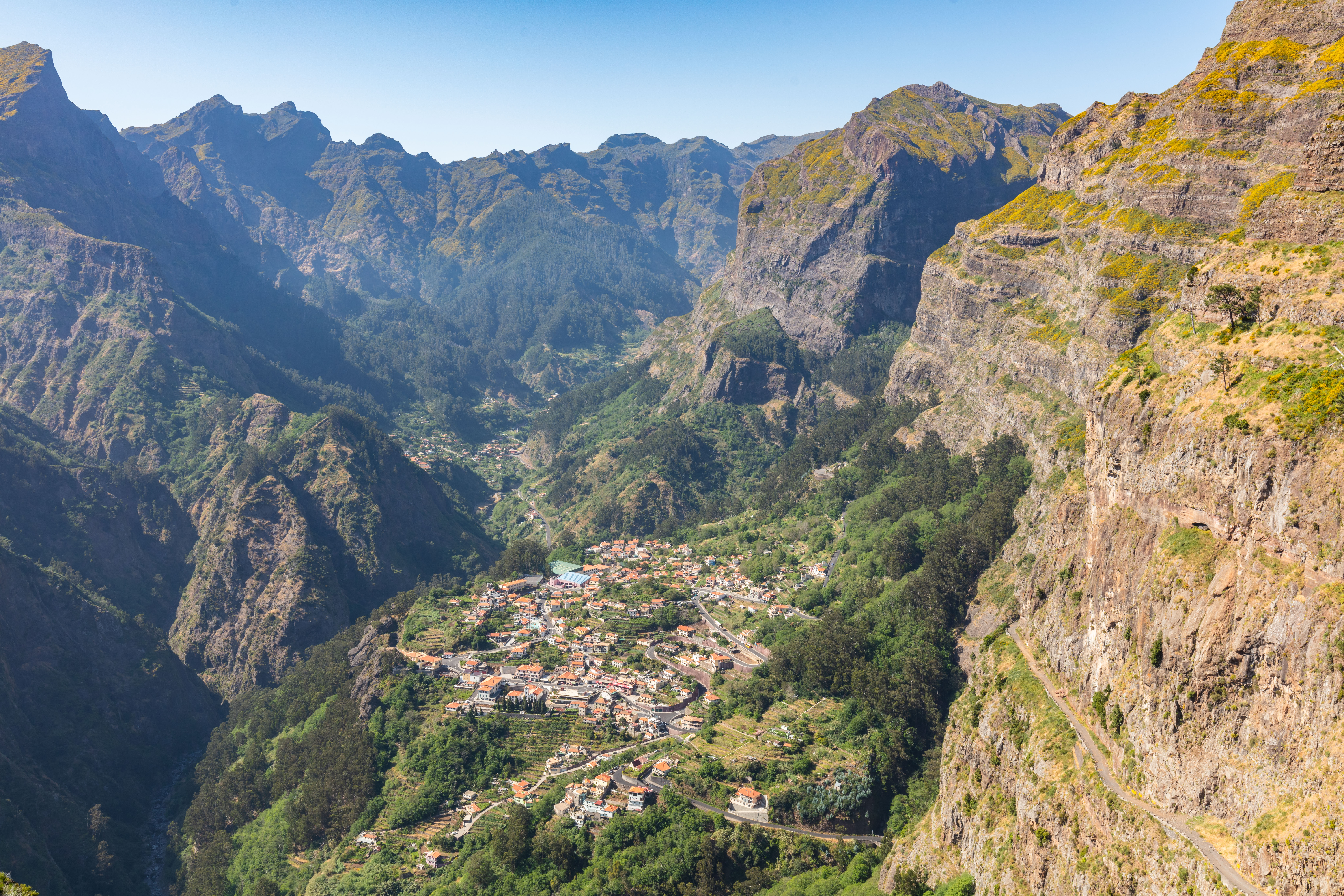
Curral das Freiras

## Brasão de armas
Brasão: escudo de ouro, uma liteira de vermelho, com varal de azul; em chefe uma castanha de sua cor, entre duas abelhas de azul, tudo alinhado em faixa; em campanha, um vale de verde, movente dos flancos, carregado de três tiras onduladas, de prata, azul, prata, postas em pala. Coroa mural de prata de três torres. Listel branco, com a legenda a negro: "CURRAL das FREIRAS - CÂMARA DE LOBOS".
Bandeira: Azul. Cordão e bordas de ouro e azul. Haste e lança de ouro.
Selo: Nos termos da Lei, com a legenda: "Junta de Freguesia de Curral das Freiras - Câmara de Lobos".
O brasão de armas, bandeira e selo da freguesia do Curral das Freiras, foram aprovados pela Comissão de Heráldica da Associação dos Arqueólogos Portugueses em 20 de Outubro de 2004, tendo sido publicado no Diário da República III Série, n.º 26 de 7 de Fevereiro de 2005. Encontra-se registado na Direcção Geral das Autarquias Locais com o n.º 88/2005 de 2 de março.

## Património histórico
A igreja paroquial constitui hoje praticamente o único património histórico do Curral das Freiras. Da única capela que nesta freguesia há memória de ter sido fundada, a capela de Santo António, não restam hoje quaisquer vestígios.
Ainda que sem a importância da igreja paroquial, não poderemos deixar de destacar a existência de importantes e seculares levadas com origem nesta freguesia: a Levada do Curral e Castelejo, que irrigava  a freguesia de São Martinho,   a Levada Nova de Câmara de Lobos, que irriga significativa área da freguesia de Câmara de Lobos e a levada da Velha, cujos vestígios são visíveis na encosta oeste do Curral das Freiras, desde do miradouro da Eira do Serrado. Relativamente a esta última levada, que ao que parece nunca terá chegado a passar água e tanto a data da sua origem, como o seu construtor não são conhecidos, sendo por isso tema uma lenda, a chamada lenda da levada da velha. Pelo convento de Santa Clara. Entre 1916 e 1918, a igreja sofre importante obras sendo nomeadamente construídos os altares laterais que as respetivas confrarias mandaram construir em honra da Senhora do Livramento e do Sagrado Coração de Jesus, sendo a obra de talha executada ao entalhador Manuel Inocêncio de Sousa e a pintura a José Zeferino (Cirilo). Por esta ocasião é também construído, pelo mesmo entalhador, o altar-mor da igreja.

Tendo como padroeira Nossa Senhora do Livramento, a festa da paróquia e freguesia do Curral das Freiras celebra-se no último Domingo de Agosto, constituindo, ainda hoje destino obrigatório de inúmeros romeiros. Também em Agosto, no penúltimo último deste mês mais precisamente, celebra-se a Festa do Senhor do Santíssimo Sacramento, sendo também esta um grande atrativo aos romeiros da Ilha. Deste modo, os últimos dois fins-de-semana do mês de Agosto, na paróquia do Curral das Freiras, acolhem aquelas que são as duas mais famosas festas locais, após a Festa da Castanha, comemorada a 1 de Novembro.

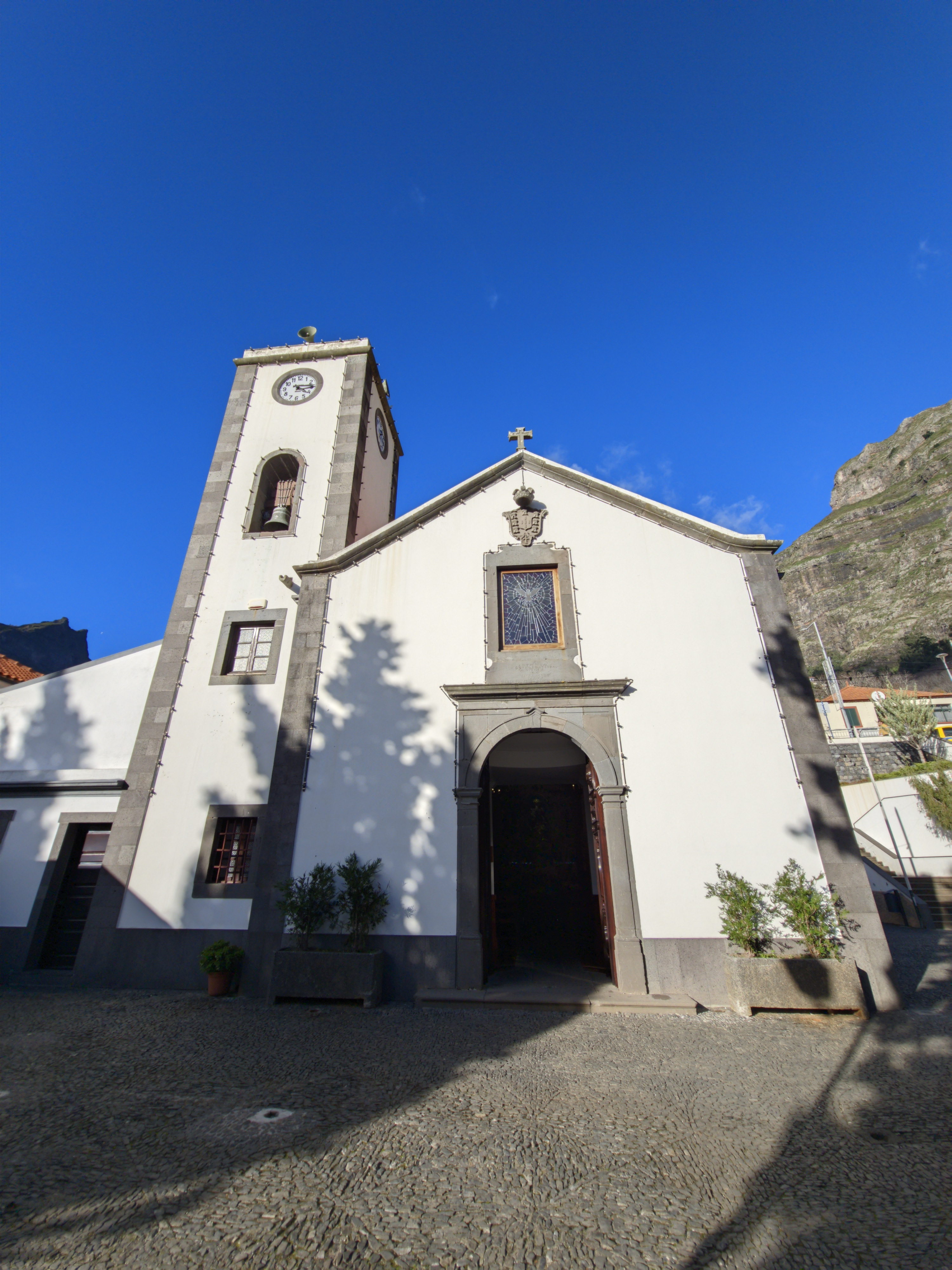
Exterior da Igreja paroquial de Nossa Senhora do Livramento
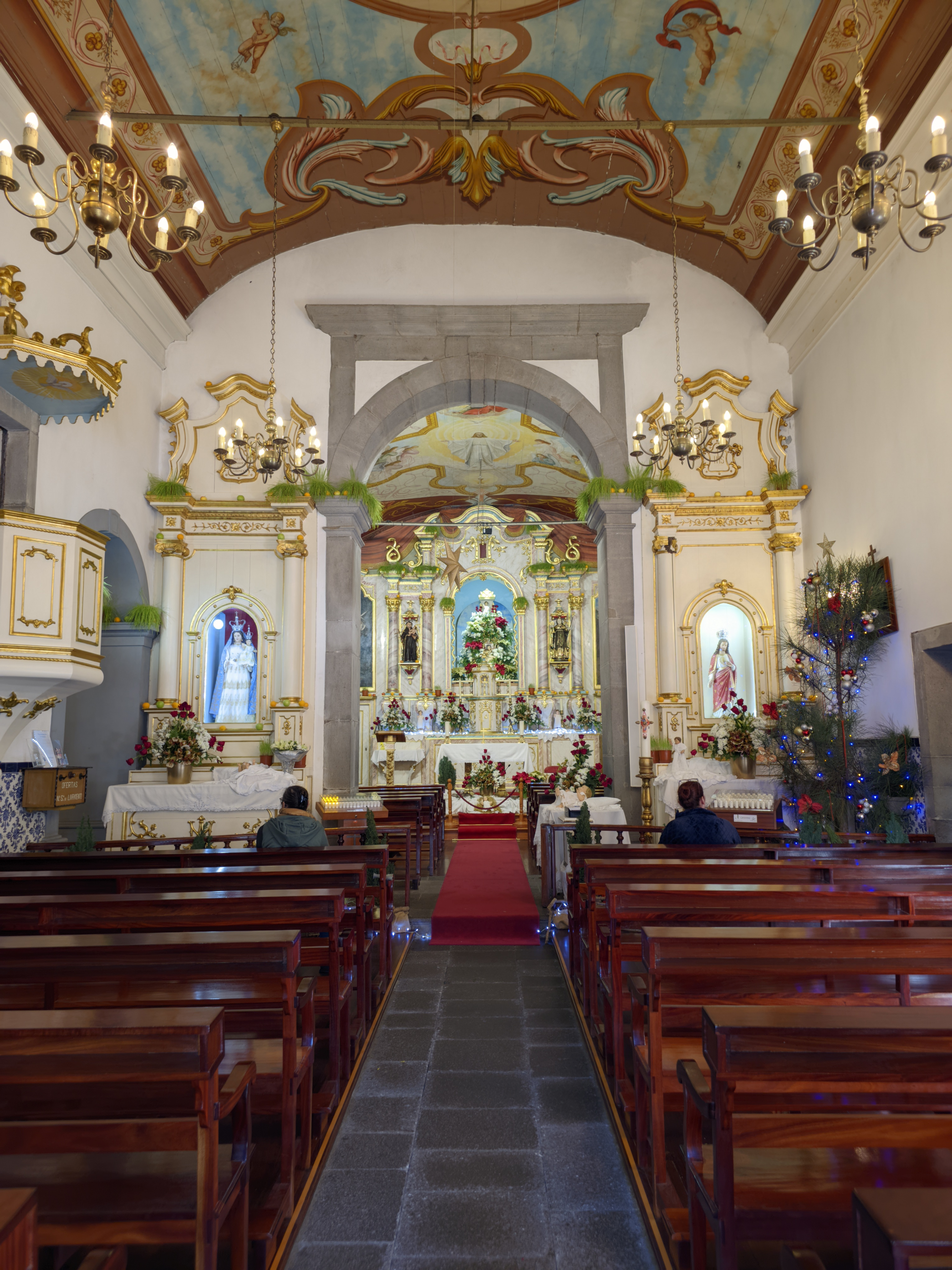
Interior da igreja
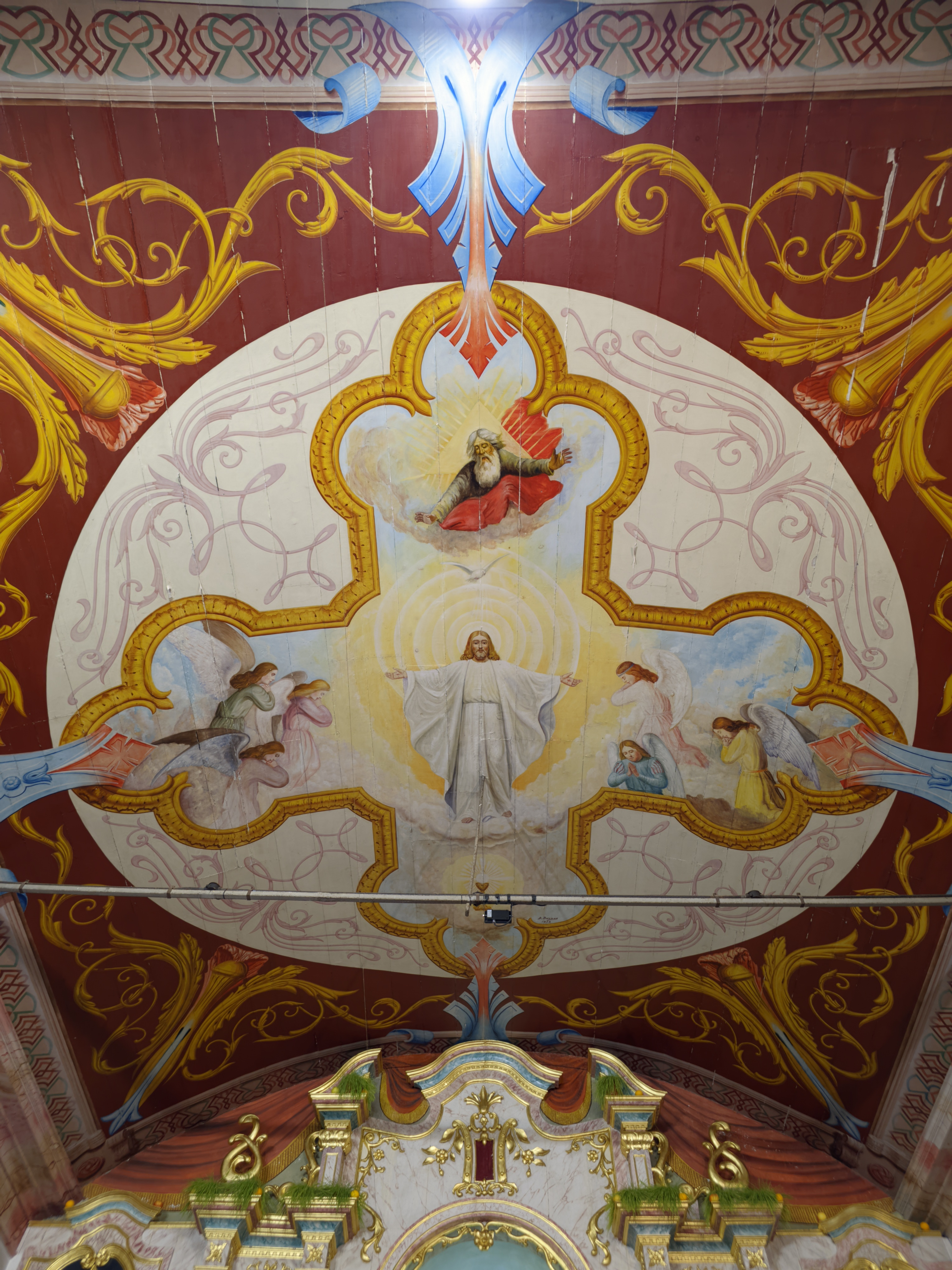
Teto da igreja
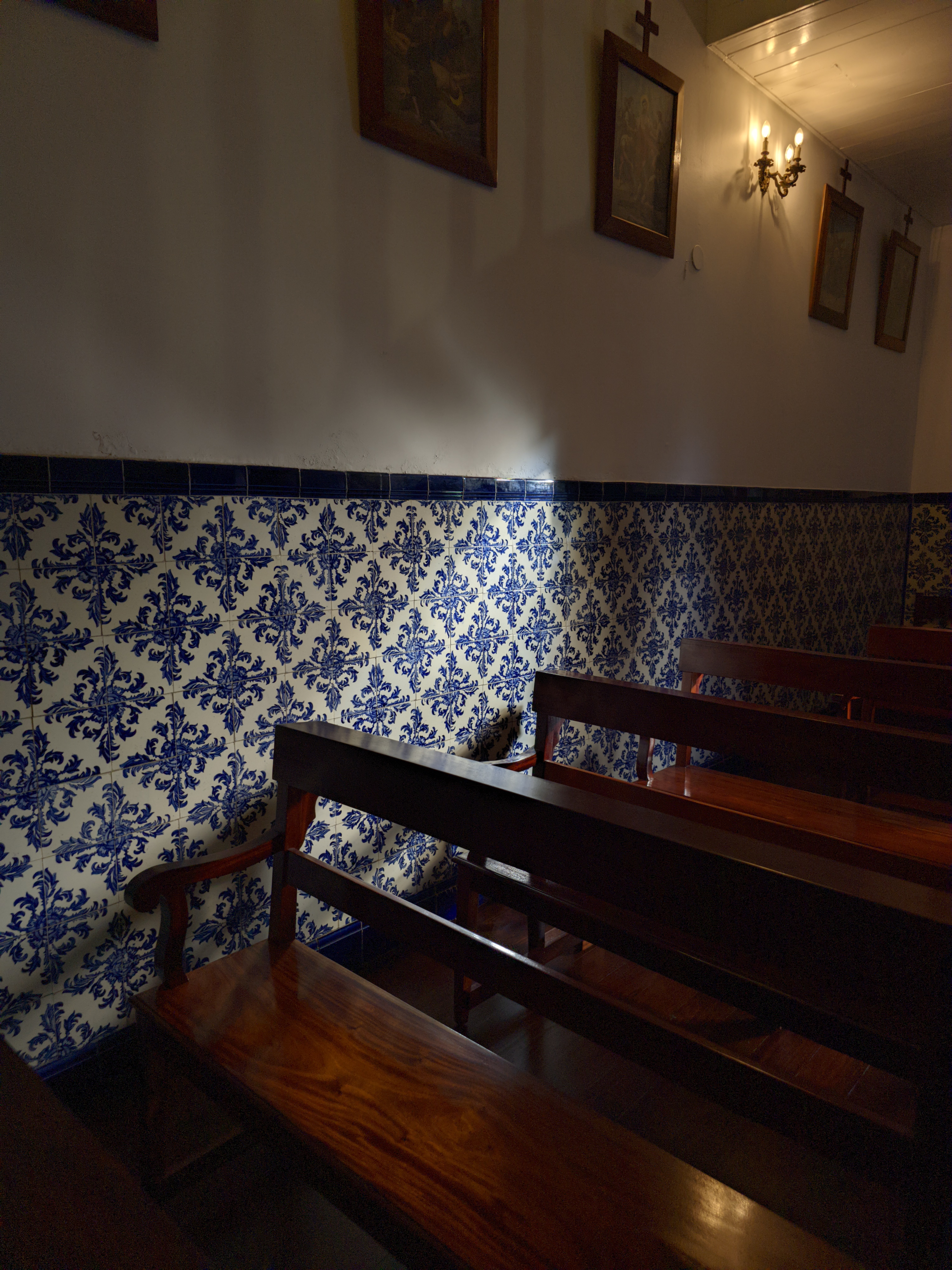
Azulejos
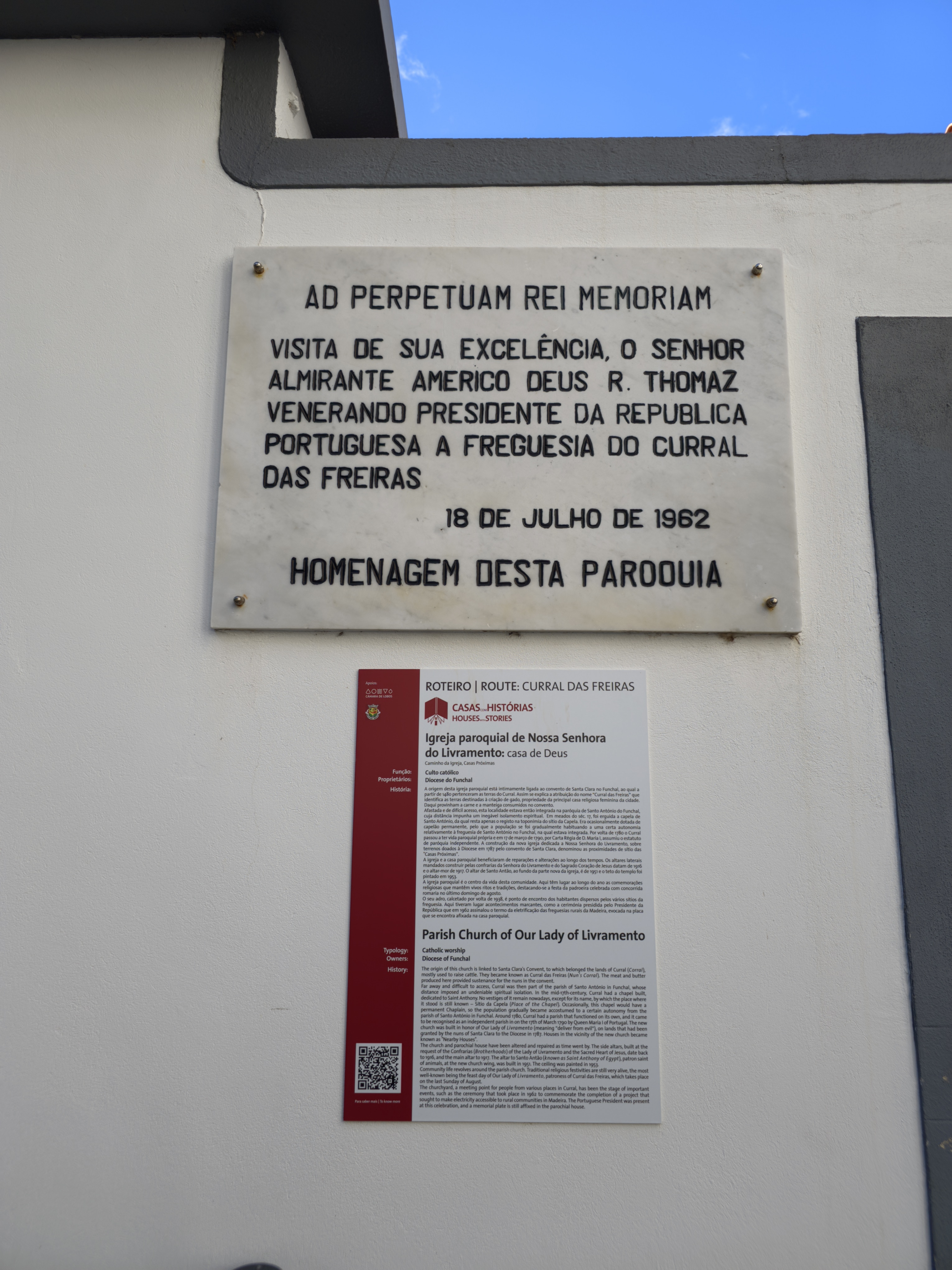
Placa sobre a visita do então presidente da republica Américo Tomás

### Museu da Castanha
O museu do Curral das Freiras faz parte do café Vale das Freiras, aberto na freguesia. Este museu representa algumas das várias tradições do Curral, bem como a sua história. Começa por dar a conhecer aos seus visitantes a importância da castanha na vida dos habitantes do Curral e os principais produtos confecionamos com a castanha. Dá ainda a conhecer a família proprietária da casa que vivia da produção. No museu estão presentes utensílios de cozinha tradicionais assim como, os bordados madeirenses.

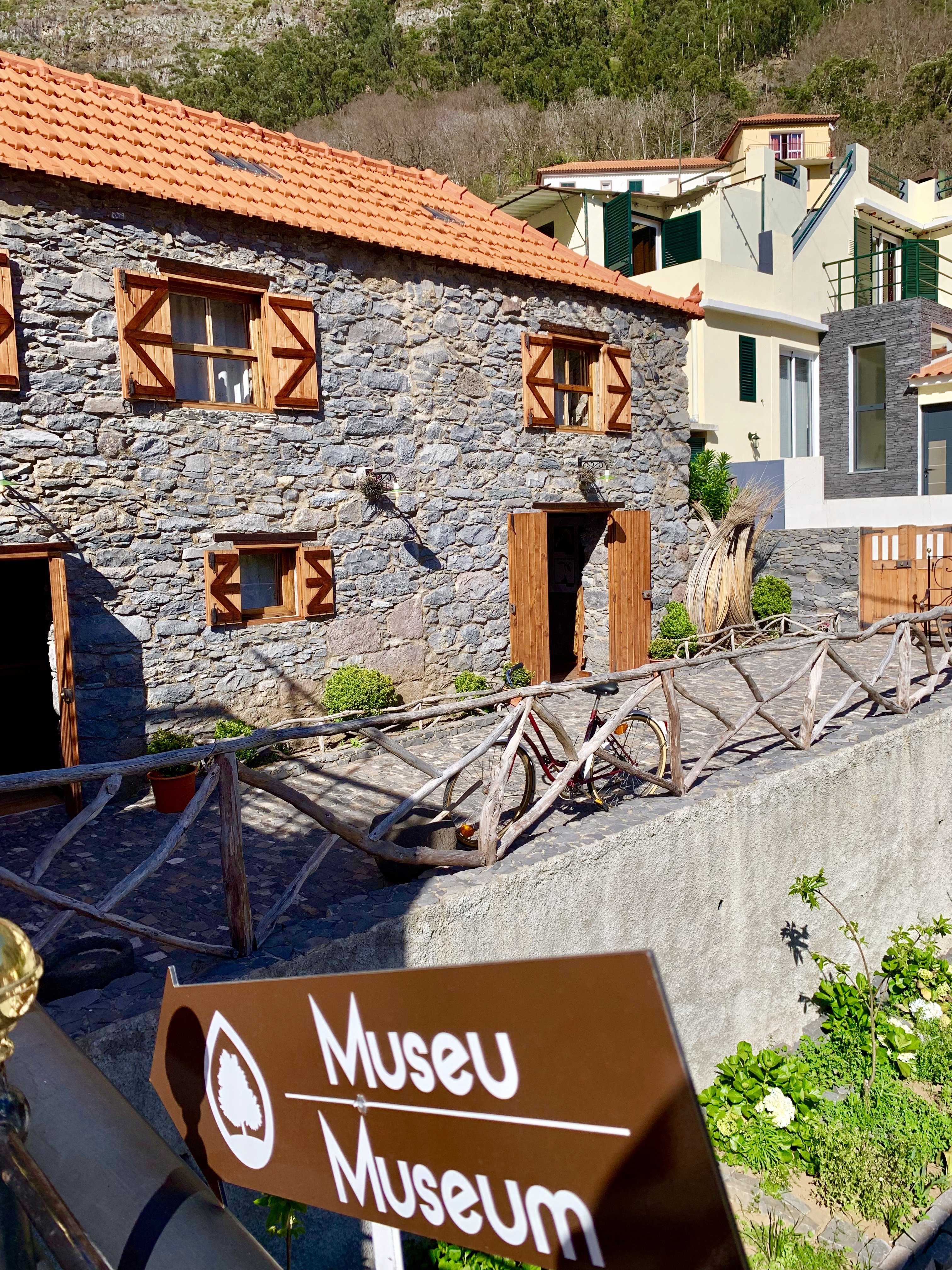
Museu da Castanha

## Património natural

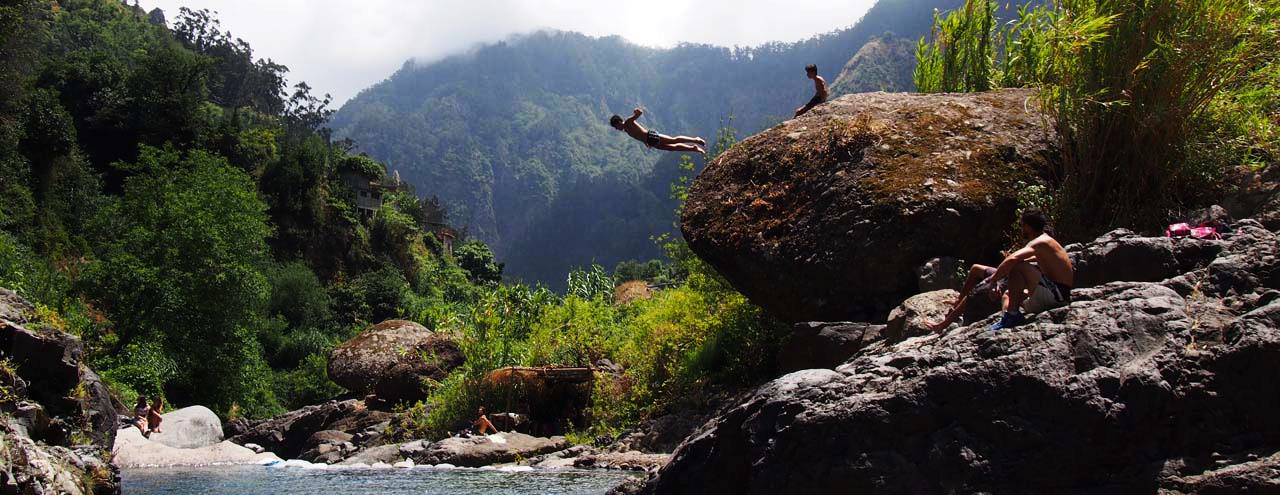
Praia fluvial Praia dos Chefes

Curral, tanto a partir da freguesia do Jardim da Serra, a através da Boca dos Namorados e Boca da Corrida, como a partir da Eira do Serrado, na freguesia de Santo António e que constitui o miradouro por excelência para contemplar esta freguesia.
Ainda que, a panorâmica desfrutada destas localizações seja soberba e possa eventualmente ser suficiente para dispensar aos mais apressados, um contacto mais próximo com a realidade, julgamos importante uma descida até ao centro da freguesia onde o visitante poderá apreciar a beleza da sua igreja matriz, adquirir algumas peças de artesanato ou almoçar. Essa descida poderá ser feita, para quem está na Eira do Serrado retomando a estrada de acesso ao Curral das Freiras ou,  para quem estiver na freguesia do Jardim da Serra regressando ao Funchal e retomando a estrada de acesso ao Curral das Freiras, ou então percorrendo a pé a vereda existente entre a Boca dos Namorados e o Curral das Freiras.
A partir do centro da freguesia do Curral das Freiras, pode o visitante ainda ter um contacto mais estreito com a natureza fazendo alguns passeios a pé, nomeadamente a caminhada até à freguesia da Boaventura. O percurso tem cerca de 16 km e demora cerca de 8 a 9 horas a ser percorrido,  é um percurso histórico pela sua importância nos séculos passados na economia da população do norte que utilizavam o mesmo para mais rapidamente chegarem, com passagem pelo Curral das Freiras,  a cidade do Funchal.
Pode ainda percorrer outros percursos de pouca duração devidamente sinalizados no centro da freguesia, como são o Caminho das volta que nos leva até o "Poço do Chefes" e podemos ainda ter contacto com a levada do Curral e Castelejo em cerca de 200 metros isto no sitio da Murteira. Ou ainda percorrer um outro percurso "Lapa Branca" onde encontramos uma outra levada na parte superior da zona histórica da freguesia sem perder o contacto com o centro da freguesia.
Um outro passeio pedestre é aquele que poderá ser feito através da levada do Curral e Castelejo. Tem uma extensão de 10 km e demora cerca de 4 a 5 horas a ser percorrido. No presente este percurso encontra-se desativado.

### Poço dos Chefes
É uma ‘’praia’’ fluvial que deriva do da Ribeira dos Socorridos, isto é, na zona baixa do Curral. Quando o seu caudal é menor e a temperatura aquece, é construída uma pequena barragem pelos locais, que forma uma ‘’piscina natural’’.

### Poço do Fantelho
De ano para ano são criados novos poços, sendo este mais um excelente local para usufruir de um bom mergulho. Está preparado para todas as idades, é fácil acesso e o estacionamento não é pago.

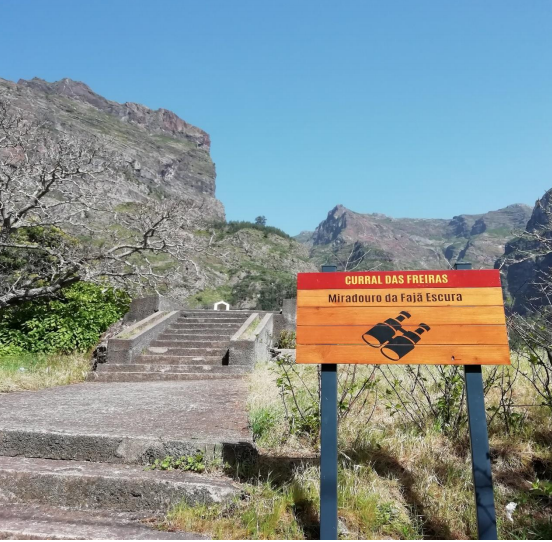
Entrada do Miradouro da Fajã Escura

### Miradouro da Fajã Escura
É um miradouro no centro da freguesia, a partir do qual é possível vislumbrar as montanhas altíssimas e a erosão criada nas mesmas pelo tempo.

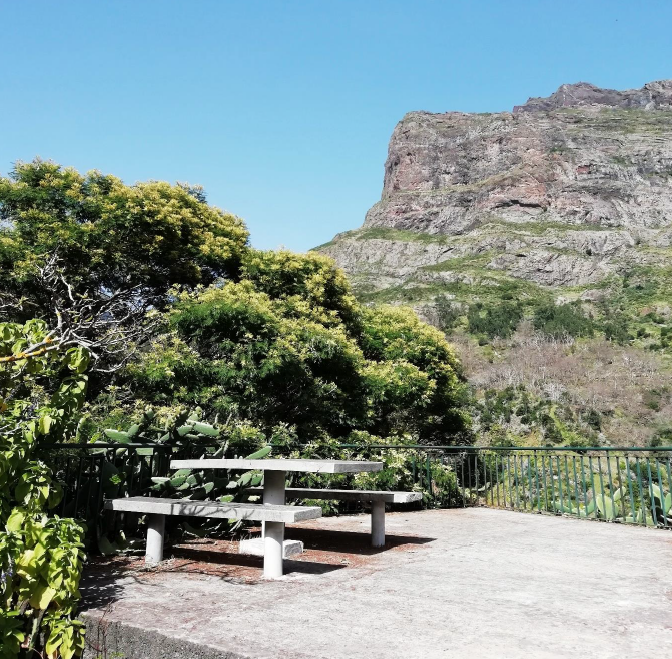
Bancos no Miradouro da Fajã Escura

## Gastronomia
Na freguesia do Curral das Freiras, os seus aspecto gastronómicos característicos, assentam sobretudo na utilização da castanha e ginja,  que são  a produção mais típica da localidade, em várias ementas, nomeadamente na confecção de sopa de castanha e licor ginja.  Sendo símbolo dessa freguesia, a castanha, tem a 1 de Novembro, anualmente, uma festa em seu nome, que atrai milhares de pessoas à freguesia. Tal  comemoração são  organizada pela Casa do Povo que, não só promove este produto, como também organiza outras pequenas amostras como a do brigalhó e a da doçaria, em Julho, com especial enfoque para a Ginja.
Ainda que haja referência ocasionais noutras localidades, nesta freguesia a utilização do birgalhó na culinária ainda se faz com alguma frequência. O birgalhó é um tubérculo da família do inhame, que apresenta um sabor intermédio entre o inhame e a batata. Comida sem qualquer acompanhamento era outrora o alimento predominante das classes de menores recursos financeiros. Ainda que também possível de ser apreciada noutras localidades, a utilização da raiz da pimpineleira na gastronomia é aqui muito frequente.
A gastronomia  proporciona aos visitantes diversos sabores associados a castanha e a ginja com especialidade únicas como são;  a  queijada de castanha e o pastel do Curral ainda a Broa de castanha  são sabores que podemos encontrar facilmente na restauração local.

## Atividades económicas
O Curral das Freiras não possui indústrias, dedicando-se a sua população sobretudo à agricultura, particularmente à horticultura. Contudo, a sua produção agrícola mais típica é a da castanha, seguindo-se a da ginja, o que faz ultimamente tenha surgida alguma produção de características artesanais de familiares de licores preparados com base nestes produtos.

## Equipamentos educativos, culturais e desportivos
A freguesia do Curral das Freitas possui uma escola de ensino Básico situada no Sítio da Capela (EB1/PE Seara Velha) estando o estabelecimentos de ensino dotado de polivalente desportivo. A 22 de Setembro de 2009 foi inaugurada, pelo Presidente do Governo Regional da Madeira, Dr. Alberto João Jardim, a atual EB123/PE do Curral das Freiras, situada no sítio da Achada. Em anexo foi construído um pavilhão desportivo que, todos os anos, acolhe diversas provas desportivas, especialmente focadas ao futsal regional e ainda uma piscina.
Ainda como elemento cultural desta freguesia, refere-se a Biblioteca local, incorporada no Centro Cívico do Curral das Freiras, localizado junto à Igreja Matriz. Saliente-se ainda que este local, Centro Cívico, é utilizado periodicamente para acções de sensibilização aos agricultores locais, peças de teatro, festividades escolares e de catequese.

## Festividades e iniciativas de interesse cultural
Aproveitando a típica produção de castanhas, foi introduzido, a partir de 1983, uma festividade que procura servir de veículo de divulgação daquela freguesia, das suas atividades e produções, denominada de Festa da Castanha. Este certame tem lugar anualmente no dia 1 de Novembro.
A semana do Turismo, com um conjunto de iniciativas recreativo-culturais constitui também um momento de lazer e um veículo importante de promoção da freguesia.
Para além desta festividade, assume particular importância, a festividade em honra da padroeira da paróquia, Nossa Senhora do Livramento, festividade que ainda hoje atrai inúmeros romeiros, chegando outrora a ser uma das mais importantes festividades da Madeira, pelo número de forasteiros, que deslocando-se a pé, a ela afluíam.
Associado a este movimento de romeiros, era antigamente frequente a realização de outras duas autênticas festas em dois dos mais importantes pontos de confluência e acesso pedestre ao Curral das Freiras, na Boca dos Namorados, onde muitos populares afluíam na Segunda-feira seguinte ao dia da festa a fim de presenciarem o regresso dos romeiros e onde eram armadas barracas de comes e bebes.

## Coletividades Desportivas e Recreativo-Culturais
Possui a freguesia do Curral das Freiras uma associação desportiva denominada de Clube Desportivo do Curral das Freiras e uma associação cultural e ambientalista, denominada de Refúgio da Freira.
Possui também, o Curral das Freiras, uma Casa do Povo, criada em 1973 e um Grupo Folclórico, denominado de Grupo de Folclore da Casa do Povo do Curral das Freiras, fundado no dia 1 de Novembro de 1986, apresentando-se contudo, em público pela primeira vez um ano depois, no dia 1 de Novembro de 1987.

## Saúde, Segurança Social e Protecção Civil
Possui a freguesia do Curral das Freiras um centro de saúde e uma delegação da Direcção Regional de Segurança Social, estando a protecção civil sob a responsabilidade da polícia de Segurança de Câmara de Lobos e dos Bombeiros Voluntários de Câmara de Lobos, que tem um corpo permanentemente destacado nesta freguesia, pese o facto de ser mais rápido o acesso de tais entidades a partir do Funchal.